# Strumjani
Strumjani (bulgariska: Струмяни) är en ort i Bulgarien.   Den ligger i kommunen Obsjtina Strumjani och regionen Blagoevgrad, i den sydvästra delen av landet, 120 km söder om huvudstaden Sofia. Strumjani ligger 130 meter över havet och antalet invånare är 1 058.
Terrängen runt Strumjani är huvudsakligen kuperad, men den allra närmaste omgivningen är platt. Strumjani ligger nere i en dal. Närmaste större samhälle är Sandanski, 10,1 km sydost om Strumjani. 
Trakten runt Strumjani består i huvudsak av gräsmarker. Runt Strumjani är det ganska glesbefolkat, med 42 invånare per kvadratkilometer.